# Marcha para Jesus
A Marcha para Jesus é uma marcha cristã ecumênica internacional (ou seja, realizado conjuntamente por diversas denominações evangélicas) que ocorre anualmente em milhares de cidades espalhadas pelo mundo. Reúnem-se caravanas (nome designado aos grupos de viajantes, peregrinos) de diversos lugares. As caravanas se encontram em um determinado ponto e vão "marchando" até o local onde um palco fica localizado para eventuais shows. 

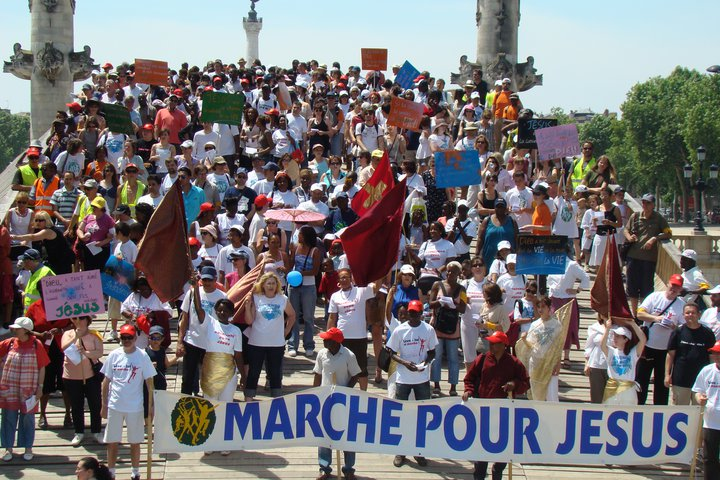
Marcha na cidade de Bordeaux, França.

## História

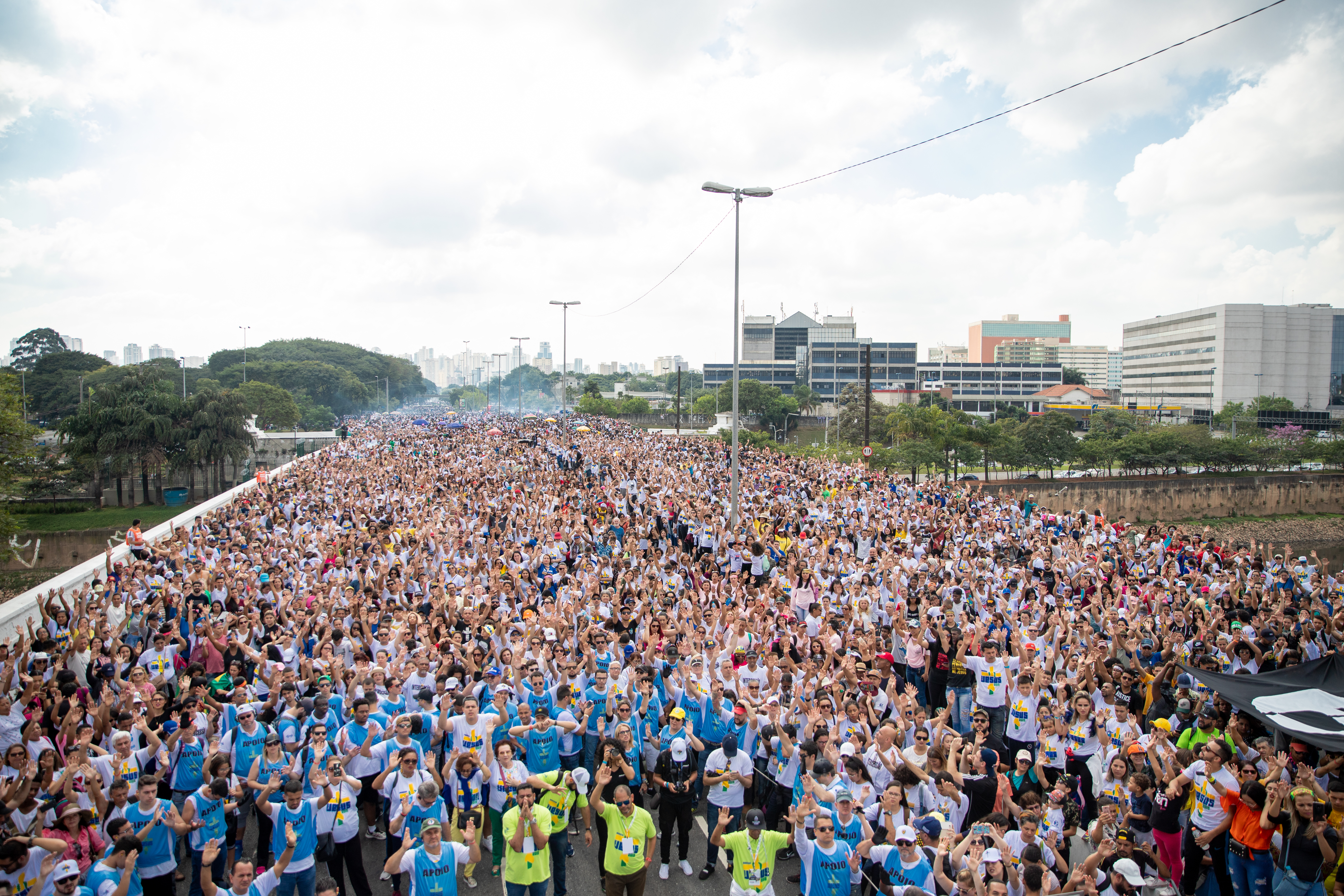
Marcha em São Paulo, Brasil, em 2019.

A primeira Marcha para Jesus — denominada "March For Jesus", aconteceu em 1987 na cidade de Londres, no Reino Unido. Foi criada pelo pastor Roger Forster, da Ichthus Christian Fellowship, pelo cantor e compositor Graham Kendrick, por Gerald Coates, do movimento Pioneer e Lynn Green, do Youth with a Mission. A expectativa inicial de 5 mil pessoas foi amplamente superada pela presença de 15 mil participantes, impulsionando a realização de uma edição do evento.
Em 1990, a Marcha já havia se espalhado por 49 cidades em todo o Reino Unido e também em Belfast (capital da Irlanda do Norte), onde 6 mil católicos e protestantes se reuniram. Estimava-se que aproximadamente 200 mil religiosos participassem do evento. A Marcha rapidamente se expandiu para os demais continentes. Em 1994, foi realizado como um evento global, ocorrendo em cerca de 170 países na mesma data. Em 2013, o evento foi realizado pela primeira vez em Israel. Em 2019, reuniu 3 milhões de pessoas em São Paulo, um dos maiores encontros cristãos do mundo.

### Brasil
No ano de 1993, a Marcha Para Jesus chegou ao Brasil por meio do apóstolo Estevam Hernandes, um dos fundadores da Igreja Renascer em Cristo. Naquele ano, a Marcha Para Jesus foi realizada em mais de 100 cidades em várias regiões do Brasil.

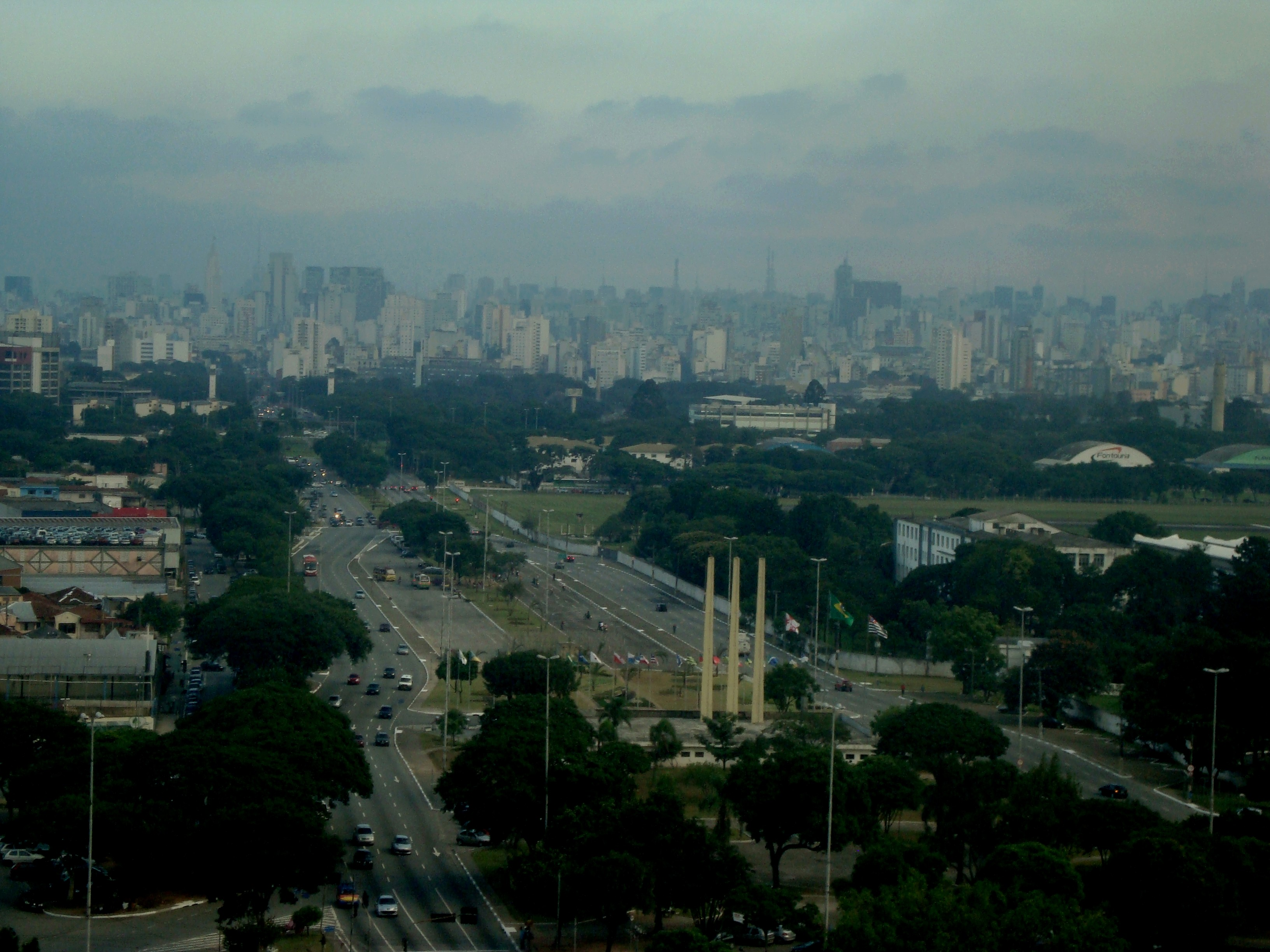
Praça Heróis da FEB e Avenida Santos Dumont em Santana, palcos do evento paulistano.

A primeira edição brasileira da Marcha para Jesus, realizada na cidade de São Paulo em 1993, levou cerca de 350 mil pessoas às ruas do centro da cidade, com destino ao Vale do Anhangabaú, ocorrendo um show gospel e arrecadação de agasalhos. Desde então, o evento foi transferido para algumas regiões da cidade, sendo grande parte delas localizadas na Zona Norte paulistana. Alcançou o marco de 1 milhão de evangélicos participando  no ano de 2000. Em 2005, a Marcha foi transferida para a Avenida Paulista, onde foi realizada por mais um ano. No ano de 2007, após um termo assinado entre o Ministério Público de São Paulo e o governo do prefeito Gilberto Kassab, houve uma restrição na realização de eventos na Avenida, que, a partir desta data, abrigaria apenas três eventos por ano.
A partir daquele ano, a Marcha passou a ser realizada nos bairros paulistanos de Bom Retiro e Santana, reunindo mais de três milhões de participantes anualmente. O trajeto da Marcha começa na região central da cidade, na estação Tiradentes do Metrô, segue pela Avenida Tiradentes, Ponte das Bandeiras, Avenida Santos Dumont, Praça Campo de Bagatelle, e termina na Praça Heróis da FEB, Zona Norte. Após a caminhada, acompanhada por mais de 10 trios elétricos, os participantes reúnem-se na concentração do evento, um palco montado na Praça Heróis da FEB, onde são realizados shows de música gospel.
Em 2008, Gilberto Kassab, prefeito da cidade, disse que a prefeitura estava estudando a possibilidade de transferir o evento para o Autódromo de Interlagos, local onde seria realizada a edição de 2009. A decisão, tomada devido a reclamações da população que vive na região da Praça Campo de Bagatelle, causou o descontentamento dos membros da Igreja Renascer em Cristo, organizadora da Marcha na cidade de São Paulo.
A Marcha para Jesus faz parte do calendário oficial do Brasil desde setembro de 2009, quando a Lei Federal 12.025 foi sancionada pelo ex-presidente Luiz Inácio Lula da Silva.
Desta forma, em 2010, a 18ª Marcha para Jesus aconteceu na Zona Norte da cidade. Os fiéis se encontraram na Estação Tiradentes do metrô, localizada na Linha 1-Azul, e percorreram 4 km até chegarem ao ponto final: a Praça Campo de Bagatelle, em Santana. Lá, os mais de 2 milhões de participantes puderam acompanhar apresentações musicais do cantor francês Chris Durán, e de artistas como Soraya Moraes, Renascer Praise, DJ Alpiste, Quarteto FLG, Toque no Altar e Irmão Lázaro. A Polícia Militar (PM) estimou um público de 2 milhões de pessoas no evento.
Nas edições seguintes, o local foi mantido. Em 2011, a PM confirmou 1,5 milhão de participantes na Marcha para Jesus, número que caiu para 335 mil em 2012, de acordo com uma pesquisa realizada pelo jornal Folha de S. Paulo. Nos anos seguintes, o número de participantes ficou instável — segundo a Polícia Militar, 800 mil pessoas participaram em 2013 e 200 mil em 2014; no ano de 2015, a PM contabilizou 340 mil, mas em 2016 não divulgou o número de participantes e a organização do evento estimou que 3 milhões de pessoas compareceram para percorrer o caminho de aproximadamente quatro quilômetros.
Em 2017 o evento ocorreu no dia quinze de junho, no feriado de Corpus Christi e contou com entrada franca. O evento iniciou na estação metroviária da Luz, onde estava programado o encontro dos participantes, com o término acontecendo na Praça Heróis da FEB. Em São Paulo, milhares de fiéis se reuniram na região da Luz e seguiram até a Praça dos Heróis, localizada próxima ao Campo de Marte, onde o palco estava montado.